# 箱男
『箱男』（はこおとこ）は、安部公房の書き下ろし長編小説。ダンボール箱を頭から腰まですっぽりとかぶり、覗き窓から外の世界を見つめて都市を彷徨う「箱男」の記録の物語。「箱男」の書いた手記を軸に、他の人物が書いたらしい文章、突然挿入される寓話、新聞記事や詩、冒頭のネガフィルムの1コマ、写真8枚など、様々な時空間の断章から成る実験的な構成となっている。都市における匿名性や不在証明、見る・見られるという自他関係の認識、人間の「帰属」についての追求を試みると同時に、人間がものを書くということ自体への問い、従来の物語世界や小説構造への異化を試みたアンチ・小説（反・小説）の発展となっている。
1973年（昭和48年）3月30日に新潮社より刊行された。『箱男』は書下ろしという形ではあるが、執筆中いくつかの予告編や短編が、雑誌『波』の「周辺飛行」に掲載された（改稿を経て本編に組み入れられたものや破棄された部分が混在している）。翻訳版はE. Dale Saunders訳（英題：The Box Man）をはじめ、各国で行われている。
様々な映画化が試みられるも、幻惑的な手法と難解な内容で映像化が困難と言われたことでも知られたが、2024年に映画版が公開された。

## 作品成立・発想
『箱男』は『燃えつきた地図』の次に書かれた長編であるが、安部は『燃えつきた地図』発表直後、次回作の構想を「逃げ出してしまった者の世界、失踪者の世界、ここに住んでいるという場所をもたなくなった者の世界を描こうとしています」と語り、それから約5年半の間、あさってには終わる感じで時が経ち、書き直すたびに振り出しに戻っては手間がかかり、原稿用紙300枚の完成作に対して、書きつぶした量は3千枚を越えたという。「箱男」の発想のきっかけとしては、浮浪者の取り締まり現場に立ち会った際、上半身にダンボール箱をかぶった浮浪者と直に遭遇してショックを受け、小説のイマジネーションが膨らんだと語っている。
作中に登場する「贋医者」の発想については、戦争中の医者不足の時代に医者の心得や技術をかなり持っていた「衛生兵」がいたことに触れ、自分のように医学部を卒業している者より、そういった経験を積んだ贋医者の方が実質的技量が上だったとし、現在では国家登録か否かで本物か贋物かを判断し、一般的には「贋医者」をこの世の悪かのように決めつけられるが、本物の医師の間でも大変な技術差があり、素人と変わらないいい加減な医師も多く、そういう免状だけの医師の方が危険で怖いと医学界の内部事情を語りつつ、ある意味で一切のものが登録されていないダンボールをかぶった「乞食」である「箱男」と「贋物の〈箱男〉」の関係について、「とにかく本物と贋物ということが、実際の内容であるよりも登録で決まる。そういうことから、全然登録を拒否した時点で、何でもないということは乞食になるわけです。これが乞食でない限りは全部贋物になる。その贋物がいっぱい登場してくる、贋物と箱男の関係で、とにかくイマジネーションとしては膨らんでいったわけです」と説明している。
なお、自殺したがっているアル中の浮浪者を仲間の浮浪者が同情し首吊りを手伝ったという新聞記事からも発想を受けて、それを書いた独立した章もあったが、最終稿からはずしたという。安部のノートには、「自殺者が発見されたとき、その仲間は近くの石に腰をおろして泣いていた。警官の尋問に対して、男はただ〈待っていた〉とだけ答えた。〈何を待っていたのか〉と訊かれても、それには答えることが出来なかった」と記されている。

## 主題・構成

### 「帰属」について
主題に関連して安部は、「民主主義の原理というものをとことん突き詰めてみると、意外と全員が箱男になってしまう」と述べ、「デモクラシーの極限というものがどういうものであるか、人間がそれに本当に耐え得るのかどうか。今だいたいデモクラシーというと非常にやわな、なまくらなもののようにいわれていますが、それを極限までいくと、なかなかやわでない、非常に厳しいものだという感じがしてくる」としている。
また安部は、人間の歴史は「帰属」をやわらげる方向に進みながらも、「最終の帰属として国家」は破られないが、それへの「帰属自身」が問われているとしつつ、「帰属というものを本当に問いつめていったら、人間は自分に帰属する以外に場所がなくなる」とし、「ぼくにとってそれが書くということのモチーフだけれど、特に今度の書下ろし『箱男』では、それを極限まで追いつめてみたらどうなるかということを試みてみたわけだ」と説明し、主題に関連して以下のように語っている。

### 「見る・見られる」について
安部は、「離脱というイメージにもいろいろなタイプがある」とし、実際にダンボール箱を被った乞食を目にしたこと以外に、「箱男」を想定した根拠のもう一つの理由として、「人間関係を〈見る〉〈見られる〉という視点からとらえてみようといったねらいがある」としつつ、新しい人間関係は、「〈見る〉ことには愛があるが、〈見られる〉ことには憎悪がある」という二つの深い均衡の上に生まれることを作品の中で実証したかったと説明し、また「覗く」という行為の意味については、「人称の入れ替え」だとし、以下のように語っている。
さらに、「覗き」の意味を、作中で触れられている生物のテリトリーの理論や、カメラのレンズを介したテリトリーの侵害と関連して以下のように語っている。

### 「書くという行為」について
上記のような主題を通じ、安部は『箱男』を書くに際し、「小説」とは何か、「人間がものを書くという行為について、こんどほど考えたことはなかった」とし、「現代小説のもつアンチ・小説の方向を、どうしたら少しでも飛躍させられるか、そんな冒険もやってみたんです」と述べつつ、各章を独立させた作品構成の意図について以下のように語っている。
このように安部は、読者自身が断章のテクストを読みながら「再構成」することによって、小説に参加できる形式を試みているが、こういった「遺された手記」の形式は『人間そっくり』や『他人の顔』、錯雑する形式も『S・カルマ氏の犯罪』や『榎本武揚』などでも散見され、『箱男』はそれまでの手法の活用や、実験の集大成ともされている。
なお、安部は『箱男』の執筆中に発表した短編挿話（《夢のなかでは箱男も箱を脱いでしまっている。箱暮しを始める前の夢をみているのだろうか、それとも、箱を出た後の生活を夢みているのだろうか……》の章）の削除された冒頭部で、「物語」というものについて以下のように示唆している。
この主題に関し、一部の批評家の間で安部は『箱男』で小説形式というものを破壊してしまい、とりわけ結末部分が意味するのは、「文学の死そのもの」だといわれていることについて問われると、安部は、『箱男』は「サスペンス・ドラマないし探偵小説と同じ構造」だと答え、以下のように語っている。

### 予告編など
なお、『箱男』の本編では組み込まれず、予告編のみで紹介されていた章には、箱男Bが何者かの襲撃に会って争い、どちらか一人が死んだことになっており、死んだ男は、「人造皮のジャンパーの腋の下が裂け、裾がめくれて、小さな花模様のシャツがのぞいている」と記されている。これについて安部は、「ところで、やっかいなのは、ここから先の計算だ。いったい、どっちが死んで、どっちが生き残ったのだろう」と述べ、襲撃者が襲撃に失敗し逆に箱男Bに殺され、箱男Bが立ち去ったのなら別に問題ないとしながら、以下のように語っている。
この、箱男の「匿名性」から導かれる「確定不能を生み出す形式」という概念は、本編の『箱男』の仕組みでも踏襲されていると工藤智哉は説明している。

## あらすじ・内容
《上野の浮浪者一掃 けさ取り締り 百八十人逮捕》
冬ごもりの季節を控え、上野公園や上野駅周辺の浮浪者を一斉検挙したという新聞記事。
《ぼくの場合》
「箱男」の〈ぼく〉自身が、箱の中で「箱男」の記録を書き始めることを表明する。
《箱の製法》
「箱男」として行動するためのダンボール箱の寸法や覗き穴の製作方法などが説明される。
《たとえばAの場合》
Aという或る男が「箱男」になったきっかけの物語。ある日、Aのアパートの窓の下に住みついた一人の「箱男」を、Aは空気銃で威嚇射撃して追っ払うが、その後自分自身も、新しく買った冷蔵庫のダンボール箱をかぶり、やがて「箱男」となって失踪する。
《安全装置を とりあえず》
運河をまたぐ県道の橋の下で「箱男」の〈ぼく〉は、「箱を5万円で売ってほしい」と言った〈彼女〉を待ちながら、「ノート」をボールペンで書いている。万一〈ぼく〉が殺されることがあった場合のための安全装置のためである。一旦インク切れで中断し鉛筆で書き始めるが、字体は変わらない。〈ぼく〉は「あいつ」に殺されるかもしれないと考え、「ノート」の表紙裏には、「あいつ」（中年男）が空気銃を小脇に隠しながら逃げて行った時の証拠のネガフィルムを貼りつけてある。
《表紙裏に貼付した証拠写真についての二、三の補足》
1週間か10日ほど前、〈ぼく〉は立小便の最中に肩を空気銃で撃たれ、その逃げる中年男の後姿をフィルムに収めた。〈ぼく〉は「箱男」になる前、カメラマンだったが、仕事の途中でずるずると「箱男」になってしまったのである。
中年男が逃げていったその直後、傷口を押さえていた〈ぼく〉の箱の覗き穴に、「坂の上に病院があるわ」と3千円が投げ込まれた。立ち去ったのは自転車に乗った足の美しい若い娘だった。その晩〈ぼく〉が病院に行くと、医者（空気銃の男）と看護婦（自転車娘）が待ち受けていた。看護婦の〈彼女〉に手当てをされながら麻酔薬を打たれ、いつの間にかぼくは「箱男」の知り合いのふりをして箱を5万円で売る約束をしていた。〈彼女〉は元モデルだという。
《行き倒れ 十万人の黙殺》
新宿駅西口の地下道で、花模様のシャツに長靴の浮浪者（40歳くらい）が柱のかげで座ったまま死んでいたという新聞記事。
《それから何度かぼくは居眠りをした》
「貝殻草」の匂いを嗅ぐと、魚になった夢を見るという話を〈ぼく〉は書いている。夢の中の「贋魚」は、それが夢か確かめるために、天に向って墜落することを考え、やがて嵐の日に中空に放り上げられ、空気に溺れて死んだ。夢から覚めても本物の魚になれない「贋魚」。居眠りから覚めても「箱男」のまま。「贋魚」も「箱男」も違いがない。
《約束は履行され、箱の代金五万円といっしょに、一通の手紙が橋の上から投げ落とされた。つい五分ほど前のことである。その手紙をここに貼付しておく》
「箱の始末も一任します。潮が引ききる前に、箱を引き裂いて、海に流してしまって下さい。」という手紙と共に、5万円が投げ込まれた報告。
《………………………》
自転車で来た〈彼女〉が橋の上から1通の手紙と5万円を投げ込んだ。なぜ5万円も支払われるのか〈ぼく〉は訝り、箱をほしがっている医者がやってくるものと思っていた〈ぼく〉は、その動機が解せず、あれこれと考えも巡らす。
《鏡の中から》
夜中、箱をかぶったまま〈ぼく〉は病院へ向った。建物の裏にまわって〈彼女〉の部屋の窓から話をしようと考えるが、ふと電気の点った或る部屋を鏡で反射させて覗くと、〈ぼく〉とそっくりな〈贋箱男〉の前で〈彼女〉がヌードになっていた。それはどこかで見たことのあるような光景で、自分の願望の幻のようで嫉妬心をかき立てられた。〈ぼく〉は〈贋箱男〉の代りに、自分が箱と手を切ってみることを考え始めるが、そのために誰か（彼女）に手を貸してほしいと思いながら、とりあえずそこを立ち去る。
《別紙による三ページ半の挿入文》
紙も字体も違い、万年筆で書かれている。或る男の前でヌードになった「わたし」（看護婦）と、その時の「去勢豚のあいつ」（視姦者）のことを根掘り葉掘りと聞いている「先生」（医者）の会話文。「わたし」（看護婦）は裸になった後、「あいつ」（視姦者）に薬を注射した。口臭のある「あいつ」は目やにを拭きながら、様々なポーズを要求した。
《書いているぼくと 書かれているぼくとの不機嫌な関係をめぐって》
3時18分、〈彼女〉の裸の四つん這い姿が網膜に焼きついたままの〈ぼく〉は、T港と湾を隔てた場所の市営海水浴場のシャワーで身奇麗にして、服が乾くのを箱の中で待っている。その海岸は、1週間前、傷の手当のため病院に行く前に身支度を整えた場所だった。〈ぼく〉は、以前目撃したB（箱男）の抜け殻（箱）のこと等を回想し、箱を処分してから朝8時に再び病院を訪ねる決心をする。
〈贋箱男〉（医者）は、〈ぼく〉が「箱男」当人だと知りながらも白を切り5万円の返金受け取りを拒んだが、やがて「箱男」が〈ぼく〉だと暗に認め、箱の所有権を自分に譲渡し、〈ぼく〉と〈彼女〉がここで自由に好きなことをしていいという交換条件に、その行為を覗かせてほしいと言った。病院の時計は10時24分前だった。
〈ぼく〉が煮え切らない態度でいると、〈贋箱男〉は〈彼女〉を名前で呼び、裸になるように指示し、やがて〈ぼく〉に〈彼女〉の至近距離に行くことを促すが、「覗かれる」ことが嫌な〈ぼく〉は、その提案を拒否する。
箱は処分して来たと言う〈ぼく〉に対し、突然〈贋箱男〉が、この「ノート」は誰かが海岸で、箱の中で書いているんじゃなかったっけ？　と切り出し、〈ぼく〉も、そうなると「あんたたち自身、ぼくの空想の産物にすぎないことを認めることになる」と応酬する。その時、〈ぼく〉の腕時計は5時8分前を指し、そのわずか約1時間半で「ノート」59頁分を書くのは不可能だと〈贋箱男〉は追及する。〈贋箱男〉は、自分が〈ぼく〉のつもりになって、自分のことを想像している〈ぼく〉を想像しながら自分が書いているのかもしれないと言い出す。
〈ぼく〉が、肩を撃たれた時の犯人の証拠物件のネガフィルムを持っていることを告げると、〈贋箱男〉は態度が急変し、箱の覗き穴から空気銃で威嚇した。〈ぼく〉は、砂をぎっしり詰めておいた鰐の縫いぐるみで〈贋箱男〉と格闘する。脛を叩き続けられた〈贋箱男〉は箱の中で縮こまった。窓から10時の薄日が差し込んでいた。
〈ぼく〉が、もしも医者（贋箱男）なら、紅茶にでも毒を入れてさっさと「箱男」の自分を殺していただろう。〈ぼく〉がまだ生きのびているという証拠はない、と綴られる。
《供述書》
T海岸公園に打上げられた変死体についてのCの「供述書」が書かれている。
医師見習のC（贋医者）は戦時中に軍の衛生兵をし、その時の上官の〈軍医殿〉の名義を借りて医療行為に従事していた。昨年まで同居していた内縁の妻・奈々は〈軍医殿〉の正妻で看護婦であったが、見習看護婦の〈戸山葉子〉（彼女）がやって来たために、別居となった。
《Cの場合》
9月最後の土曜日、日付が変わろうとしている午前零時9分前、「供述書」を書いている途中のC（贋箱男）の様子を観察している者（軍医）が語り手となっている。
「君」（C、贋箱男）が、「ぼく」（軍医）の「ノート」の書き出しと同じ「ノート」を用意しているのを、「ぼく」は見つける。「君」はすでに明後日の月曜日のこと（ダンボール箱をかぶった変死体が人影まばらな海岸公園に打上げられたこと、死亡推定30時間前）を記録している。「君」のベッドの上には「箱男」そっくりに作ったダンボール箱がある。計画通りに事が進めば、「君」の書きかけの〈供述書〉は無用だから、破り捨ててほしい。
《続・供述書》
ダンボール箱をかぶった変死体が〈軍医殿〉に間違いないと証言するC（贋医者）の〈供述書〉の続きが書かれている。
戦時中、〈軍医殿〉は材木から人間が腸吸収できる糖分の研究中に重病となり、苦痛を抑えるため麻薬依存になったため、戦後はCに診療所の代診をさせていた。精神状態がますます悪化する〈軍医殿〉は自殺願望が募り、Cの内縁の妻〈奈々〉（軍医の正妻で看護婦）の発案で〈軍医殿〉の名義はCに譲渡された。また、〈軍医殿〉の自殺を思い留まらせる代りに、見習看護婦の〈戸山葉子〉の裸体を鑑賞させることを〈軍医殿〉はCに要求していた。二階の一室を部屋にしていた〈軍医殿〉が、ときどき非常梯子で外出していた可能性を、ダンボール箱をかぶった浮浪者の徘徊に関連してCは示唆する。
《死刑執行人に罪はない》
C（贋箱男）の様子を観察している者（軍医）が語り手となっている。
遺体安置室を自分の部屋にしている「ぼく」（軍医）は、「君」（贋医者・贋箱男）が「ぼく」を殺してくれることを待っている。「ぼく」は、「君」が注射器を消毒皿に収める音を聞き、「君」が10日前から準備していた箱（ぼくの棺桶）をすっぽりかぶって階段を上ってくる「君」の気配を感じている。「君」がもしも部屋に入ってきたら、眠っているふりをしようと考え、自分が殺されて死ぬ瞬間の場面を「ぼく」はシミュレーションしている。
「君」は、「ぼく」が死んだ後の遺体を溺死に偽装するため、肺に海水を流し入れた後、「ぼく」の死体をかつぎ下ろし、ズボンと長靴をはかせ、箱をかぶせて紐で固定しリヤカーで運ぶ。「ぼく」の死体の捨て場所は、以前に二人で打ち合わせていた醤油工場裏がいい。「（理由不明な突然の中断）」の但し書が最後に付記。
《ここに再び そして最後の挿入文》
そろそろ、箱を脱いで〈ぼく〉の素顔と、「ノート」の真の筆者を知らせるべき時が来たと切り出される記録。ここまで書いてきたことに全く嘘はなく、想像の産物であっても嘘ではない、と綴られる。
「箱男」殺しは罪になり得ず、安楽死の判例の「病人」を「箱男」という語に入れ替えても成立し、敵兵や死刑囚と同様に、「箱男」も法律的には生存が認められず、罪に問われないと言える。だから「箱男」が誰かを訊ねるよりも、誰が「箱男」でなかったかを突き止める方が早いと思うのだ。
〈ぼく〉は「箱男」になったばかりの皮膚にたまる垢の痒さや、他の浮浪者から受ける襲撃、残飯あさりなどの試練を語る。今〈ぼく〉はそれに馴れ、箱の生活に退屈はない。箱の中で退屈するようでは贋物である。
《Dの場合》
手製のアングルスコープを使って、体操の女教師がピアノの練習のため借りている隣家の離れのトイレを覗き見ようとする中学生Dの挿話。現場を女教師に見つかり、ピアノ室でショパンの演奏を聴かされた後、報復として、鍵穴から女教師に覗かれながら、そこで服を脱ぐことを命じられる。
《………………………》
元カメラマンの「箱男」（本物）の〈ぼく〉は、本日休診の札のかかっている病院にやっとたどり着いた。〈ぼく〉は、海水浴場のシャワーで身奇麗にし、服を乾くのを待っている間に居眠りをし、目が醒めると服がなくなっていたため、全裸で箱をかぶってズボンを探していたが、その時に自分とそっくりな「箱男」が歩いているのを見て、あわてて病院に来たのだった。〈ぼく〉はそのことを〈彼女〉に説明した。〈贋箱男〉の「先生」は箱をかぶって出て行ったらしく、さっき見た「箱男」が彼だった。
箱を脱いだ裸の〈ぼく〉は、裸になった〈彼女〉に迎え入れられた。〈ぼく〉は、「白状するよ、ぼくは贋物だったんだ」、「でも、このノートは本物なんだよ。本物の箱男からあずかった遺書なのさ」と言った。しかし、全ての遺書が真実を告白しているとは限らない、という内容の但し書が付記。
《夢のなかでは箱男も箱を脱いでしまっている。箱暮しを始める前の夢をみているのだろうか、それとも、箱を出た後の生活を夢みているのだろうか……》
結婚式には馬車で花嫁の家に出向いて行かなければならないという風習のため、貧しい60歳すぎの父親が息子（父親からショパンと呼ばれている）のために、ダンボール箱をかぶって馬の代りに荷馬車を引く挿話。
花嫁の家に近づいていた道の途中、ショパンは立小便をし、木陰で彼を待っていた花嫁と視線が合ってしまった。父親はとんだ息子の失態に、男らしく引き下がることを諭した。ショパンは父の箱にまたがり、住み慣れた町を出てゆく。父と息子は、ピアノ付きの屋根裏部屋を借り、ショパンが彼女を想って描いた裸婦像の小さなペン画を、ダンボール箱の中の父親が売りさばき、客は箱に金が入れた。ショパンの切手は売れ続け、父のダンボール箱は赤い木皮製となった。ショパンは世界最初の切手の発明者となるが、郵便事業が国営化されると贋造者とされ、父の赤い箱だけは郵便ポストとして後世に受け継がれた。
《開幕五分前》
「きみ」（彼女）と〈ぼく〉の間に官能的な熱風が吹きまくっている。失恋の自覚から始まった恋愛。しかし、この熱風自体の中に終末が予感されている。
《そして開幕のベルも聞かずに劇は終った》
今日、〈彼女〉は出て行った。〈ぼく〉と〈彼女〉は、2か月ほど裸で暮らしたが、結局、彼女は服を着て出て行った。〈ぼく〉が箱をかぶって食料や日用品の買い出しから帰り、非常階段から家に入ると、いつも〈彼女〉は裸で階段を上って迎えてくれたが、今日〈彼女〉は服を着ていた。階段脇の遺体安置室の存在が二人の間に影を落していたとは言えず、〈ぼく〉と〈彼女〉は、それを黙殺し、臭気も放置した生ゴミの臭いでごまかしていた。
《………………………》
実は〈彼女〉は玄関から出て行ったのではない。〈彼女〉の部屋のドアの音だったのである。玄関は最初から〈ぼく〉が釘付けにしておいた。非常階段の門にも鍵を下ろしてあったので、家の中にいるはずだ。〈ぼく〉は家の電源を切り、箱を脱ぎ裸のまま、〈彼女〉の部屋に入った。部屋だった空間が、どこかの駅の隣り合った売店裏の路地に変わっていた。〈彼女〉はどこに消えたのだろう。〈彼女〉を探し出さなければならないが、ここも閉ざされた空間の一部であることに変りないのだ。
最後に大事な補足だが、「箱」には落書きのための十分な余白を確保すること、しかしある意味、落書きは余白そのものなのだ。「箱」というものは、内側から見ると「百の知恵の輪をつなぎ合せたような迷路」で、もがけばもがくほど、新たな迷路ができて中の仕組みがもつれてゆく。〈彼女〉も逃げ去ったわけでなく、この迷路の中のどこかにいて、〈ぼく〉の居場所を見つけられずにいるだけだろう。……救急車のサイレンが聞えてきた。

## 登場人物
ぼく
箱男。元カメラマン。ダンボール箱をかぶって、港近いＴ市を放浪し、箱の中で記録をつけている。醤油工場の塀の近くで突然空気銃で肩を撃たれ怪我をする。戸籍の上では29歳だが、本当は32、3歳らしい。もう3年間「箱男」をやっている。少年時代、わざわざ暗いところで活字の小さい本や雑誌を読み、自らすすんで近視眼になる。ストリップ小屋に通いつめ、写真家に弟子入りし、仕事の途中で「箱男」となった。
医者（贋医者）、C
贋箱男。T市で診療所を開業している中年男。姓名はC。生年月日は昭和元年（1927年）3月7日（架空の年月日。誕生日の日付は原作者である安部の誕生日と同じ）。独身。医師見習（看護夫）。脛毛が目立つ白い筋張った足。戦時中、軍で衛生兵をしていた。昨年まで内縁の妻・奈々が看護婦として同居していた。奈々は、Cが医療行為に際し名義を借用した軍医の正妻。
彼女
看護婦見習。名前は戸山葉子。元モデル。貧しい画学生で、個人経営の画塾やアマチュア画家クラブの連中相手に絵のモデルをして生計を立てていた。2年前、中絶手術を受けに贋医者の病院を訪れ、そのまま見習看護婦として居ついた。代りに贋医者の内妻・奈々は出てゆき、ピアノ塾を開業する。
軍医
戦時中に重病に倒れ、激しい筋肉痛を抑えるために麻薬を常用して中毒になる。自分の名義をCに貸して診療所を開設させ、自分の妻もCの内妻にさせていた。常に目やにを硼酸水の脱脂綿で拭っている。毛が薄く皮をむいた生イカのような湿った足。
A
アパートの窓のすぐ下に出没する或る一人の箱男を、窓から空気銃で撃ち退治するが、のちに自分自身も冷蔵庫が梱包されていたダンボールで箱を作り、箱男になる。
B
箱男Bの抜け殻のダンボール箱は、公衆便所と板塀との隙間で朽ちていた。ぼろぼろと砕け落ちる小型の手帳があった。
サラリーマン風の中年男
突然、〈ぼく〉の目の前で、街の歩道で倒れて死ぬ。
学生風の男
倒れた中年男の死に、偶然〈ぼく〉と居合わせる。
ワッペン乞食
箱男の〈ぼく〉を目の敵にする老人の浮浪者。全身鱗のようにワッペンや玩具の勲章をつけ、帽子にはケーキを飾る蝋燭のようにぐるりと日の丸の小旗を立てている。箱を小旗で突き刺す。
少年D
中学生。手製のアングルスコープで女教師のトイレ姿を覗こうとして、女教師に見つかる。
体操の女教師
少年Dの家の隣家の離れで、ピアノの練習をしている。ショパンがお気に入りの曲。
ショパン
父親の引く荷馬車に乗り花嫁の家の近くに着いたところで立小便をし、それを花嫁に見られて、父親と町を出てゆく。
ショパンの父
自分の息子をショパンと呼ぶ。60歳すぎ。貧しくて馬車を雇えないので、息子の結婚式のために馬車の代りに自分がダンボール箱をかぶって荷車を引く「箱男」。

## 作品評価・解釈
『箱男』は複雑な構成を持ち、読み手がそれぞれの断章の転換や、その関連性を理解するのが困難な作品で、安部自身が自作解説で、〈アンチ・小説〉（反・小説）としているように、その構造が簡単には見通せない工夫となっており、最終的には、「小説を書くという問題」にまで発展する構造を孕んでいるために、物語世界の読解も複雑で多くの論究がなされているが、成功作か失敗作か、未だ定まった評価はなされていない。総体的には、その複雑な構成が実験的な手法だと評価されている傾向があるが、否定的な評価も見られ、岡庭昇などは、『箱男』は物語世界の「図式しか」書かれていないと、その手法について手厳しく批評し、主人公が「自分は現実なのだろうか、幻影なのだろうかと、そういうことばでいっているだけ」と指摘している。
高野斗志美は、〈箱男〉とは「都市の内部に失踪し、無視され、廃棄された者たち」を象徴し、「見る＝見られるという関係から脱落することは、市民社会の日常性から脱落していること」であり、〈箱男〉は「内部に他者を喪失している群衆の生の状況」の形象だとし、以下のように解説している。
田中裕之は、自分だけの世界に閉じこもる「箱男」に、おたくや引きこもりの若者たちを想起し、「箱男」が、夜中に病院の窓を覗いて〈彼女〉（見習看護婦）に欲望を抱いてゆく過程に、「ストーカー行為」の類似を看取し、社会現象に対する安部の先駆性を見出している。
苅部直は、『箱男』が多種な「再構成」を読者に投げている作品ではあるが、挿入された写真や詩などを除けば、「小説のほぼ全体を一つながらりの物語として把握することも、見かけほど困難ではない」とし、小説の最後の3章を、元カメラマンの〈箱男〉が実際に見聞あるいは思い描いた記録と解釈して、〈贋医者〉と〈見習看護婦〉が、元カメラマンが現実に出会った人物と定めて、《死刑執行人に罪はない》の章の話者を、〈贋医者〉に殺された〈軍医殿〉と見ることは可能だとしている。
そして苅部は、「箱男」を目撃した者もまた、やがて感化され「箱男」になってゆくという側面について、「他人との交流の回路を失ない、みずからの周囲に壁を築いて閉じこもる姿は、いまの社会を生きる自分自身ではないか。――そう感じたとき、人は自分もまた〈毒〉に感化され、箱男になってしまう」と説明しつつ、この作品の執筆作業もまた、「安部公房自身がゆっくりと箱男に仮装してゆく過程だったのかもしれない」とし、終結部で「箱男」の居場所が、部屋の空間から路地裏となる転換について以下のように解説している。
平岡篤頼は、『箱男』における「ノート」の書き手を「〈記述者＝箱男〉」（前半に登場する〈ぼく〉）一人だけに統一して、作品の物語を同じ世界で起こる出来事と見ながら、時系列順に解釈している。平岡は、《書いているぼくと 書かれているぼくとの不機嫌な関係をめぐって》の章において、〈贋箱男〉が「ノート」の中で「ノート」自身に言及することから生じる「矛盾」に関しては、「〈記述者＝箱男〉」の書かれうる未来の選択肢として捉え、「〈記述者＝箱男〉」は、箱を脱ぎ〈贋箱男〉の前にいるか（記述者であることを止めるか）、海岸で「ノート」を書いているか（交渉を諦めて正当な箱男であることを容認するか）のいずれかを選ばなければならないとし、「〈記述者＝箱男〉」は結局、「記述者」を捨て「行為者」を選択するが、その「矛盾」を引き受けながら書き続けると説明しつつ、「ああ、なんという矛盾！ そう書いているのも〈ぼく〉なのである」と述べて、別の記述者の可能性が仄めかされている「ノート」は、「フィクション」の領域に位置づけている。そして平岡は、「箱男」（認識者）となり「自由」であったはずの〈ぼく〉が、ぼく自身でなくなった〈贋のぼく〉にならざるを得なくなる経過が、全体の物語に収まっていると解説している。
平岡は、『箱男』では「〈見る〉ことが〈見られる〉ことを呼び、〈ほんもの〉が〈贋もの〉を誘発する」とし、それらが絶えず相互に交換され、「対になることばを誘い出す言語そのものの自律的な運動の発現」と同じになるとし、物語の連続性が、「言葉の概念と概念の呼応、音と音との呼応」により成立し、「〈死んでいるのかもしれない〉→〈変死体の発見〉」、「〈贋箱男〉→〈贋医者〉→〈贋供述書〉」の連動の例を挙げている。よって、この小説で展開されているのは、「箱の覗き窓から見た外の光景」という実在ではなく、「すべて箱の内側に記された落書」、「現在進行中の〈物語〉」であり、「そこに吹き荒れているのは、フィクションの熱風」だと平岡は説明しながら、「その〈物語〉を記録してゆく箱男とは誰なのだ」ということは、「現代小説における作者の位置」について思いめぐらすことと同様だとし、作家・安部公房の存在を示唆し、それに関連して以下のように論考している。
真銅正宏は、『箱男』の本文と「写真」の関係に着目し、「（カメラの）ファインダーと箱男の覗き窓が極めて相似的な関係」にあり、その両者の「相似」は、「読者も覗きの視線を共有」し、「小説というジャンル自体の越境が、写真という表現行為により為され」ていると指摘して、本文と「写真」の関係の中に、「言葉の内容のみならず表現自体に着目を誘う技法」の存在を看取しながら、『箱男』の「写真」が、「箱男」の視界だけではなく、読者自体の眼差しへも注意を促す機能があることを示唆している。そして真鍋は、終結部の以下のような安部の「箱」に対する言及を、「まさしく安部公房の小説観の寓意」だと指摘している。
じっさい箱というやつは、見掛けはまったく単純なただの直方体にすぎないが、いったん内側から眺めると、百の知恵の輪をつなぎ合せたような迷路なのだ。もがけば、もがくほど、箱は体から生え出たもう一枚の外皮のように、その迷路に新しい道をつくって、ますます中の仕組みをもつれさせてしまう。—安部公房「箱男」
八角聡仁は、カメラと人間の二種の眼差しについて、「有用なものだけを、意味のあるものだけを取り出し、無用なもの、無意味なものを捨象すること」により、「初めて何かを見ることができる」人間の知覚と、「一切を無差別、無関心に見てしまう」写真の視点の違いから、『箱男』の「写真」が「見慣れていたものを異化し、いわば無意識の領域を写し出す」と説明している。
杉浦明恵は、『箱男』の構成が従来の小説のように読者が「物語世界」に没頭できない仕組みで、「〈語り〉行為そのもの」に読者の意識や注意を向けさせ、「小説を読む読者の態度を問い直している」とし、作品における「語り手が錯綜する点」と、「物語の成立に関わる語りの問題」（物語世界の出来事や登場人物が、語り手の「想像の産物」だと、「虚構性の自己言及」がなされている点）の二つの側面から分析考察している。
杉浦はまず、〈軍医〉の語る章《Cの場合》が、〈軍医〉＝〈ぼく（箱男）〉が語っているのだとしたら「視点の侵略」になるとし、「〈ぼく〉の語る物語に無関係な〈軍医〉が語り手となりうる仕組み」を分析しながら、語り手が〈ぼく（箱男）〉以外の人物に変ったからといっても、「語り手としての箱男という立場」が「客体」になるわけではなく、〈ぼく〉が完全に語り手（記述者）としての立場を失ってはいない点（自分が本物でなくなることを自覚しながらも一貫して「主体」として語っていること）などを指摘し、「物語世界内の出来事のすべてを統一するような視点を持った特権的な語り手の不在により、〈ぼく〉と〈贋箱男〉、〈軍医〉は同列の立場となり、語り手が錯綜するという事態が起こった」と説明し、本物と贋物の対立という「読者に期待感を起こさせる手法」を用いながらも、それを「空所」（読者が知ったと感じた真相や解釈が絶えず否定・破棄され更新されるという繰り返しの作品構造）にさせて、従来の小説ジャンルの手法の機能を「意図的に否定すること」を目的にしている語りの構造を解説している。
そして杉浦は、もう一つの「物語の成立に関わる語りの問題」の側面から分析し、「虚構性の自己言及」がなされる〈ぼく〉と〈贋箱男〉の対話（《書いているぼくと、書かれているぼくとの不機嫌な関係をめぐって》の章）において、人物たちが「空想の産物」であることを自覚していることで「物語の決壊」が起こり、〈語り〉は内容伝達するための「透明な記号」でなく、〈語り〉自体へ注意を向けさせる「不透明な記号」となるため、上記で考察してきた「語り手の変遷」の分析はすべて無意味となり、〈贋医者〉は〈ぼく〉の空想の産物となることで、〈贋医者〉も〈軍医〉の存在も消滅し、すべては〈ぼく〉の創作したフィクション（語り手〈ぼく〉による一つの物語）になると説明し、『箱男』は「物語の中で〈誰が〉語り手となっているのかというよりも、物語の外部に向けて物語ること、それも語り手が虚構性を認識しながら語ることに重点が置かれている」とし、「虚構性の自己言及は、物語世界〈の〉ことではなく、読者が受け取る物語世界〈について〉の言及で、物語世界の一つ上の水準、いわばメタレベルに属する」と解説している。
永野宏志は、安部が『箱男』で掲げている〈帰属〉のテーマは、読者や観客との「コミュニケーション空間・編成の仕方を問う作品」をそれまでも送り出してきた安部の「本質的な課題」であり、安部がそこで実験してきた「異化」の点から、〈帰属〉のテーマがどう構成されているかに着目し、『箱男』を読む際に最も問われるのは「読者自身の〈帰属〉」だとしながら、様々な側面から論考している。永野は、安部が『燃えつきた地図』執筆時期に、〈いま必要なのは、けっして都市からの解放などではなく、まさに都市への解放であるはずだ〉と述べていたことから、『燃えつきた地図』が「物語世界のみならず読者と同時代の生活を、現代の環境として描く役割」を担うとし、「〈都市〉という言葉の意味の転換」を作品に課す際、「作品を物語世界の内側に収束させず、むしろ、読者を促し、〈都市〉の〈相対化〉と〈物〉の断片性の体験を促す契機が必要になる」と考察している。
そして、『燃えつきた地図』の終盤において、「〈都市〉もまた物語世界と読者の実際世界をメタレベルで包括する環境なる類ではなく、両者を知覚次元で〈相対化〉する一例ではないかと解釈できる場面」（過去の作品記述が引用される場面）があることや、『人間そっくり』で語られる「そっくり」の論理（トポロジー論）の挿入には、「物語の経過する時間を一瞬止め、物語から離脱して他の作品へ注意を向ける契機」があり、読者にとって、「物語の時間によって消去されつつある書物のページの物質性や読者の生きる実際世界への通路となる可能性を秘めている」と永野は説明しつつ、これらの「手法」が、「読者が物語世界の外の作品を埋め込んだページを知覚する次元への指示（引用）と、読者が物語世界に入りつつも実際世界をそのまま投影できない空間の指示（挿入）という、『箱男』の知覚次元における書物と、虚構内に広がる無際限の〈ノート〉の広がりの関係」に繋がるとし、『箱男』では「〈ノート〉の物質性を虚構内で主張する写真や別紙の挿入へと展開」し、それらの「時間的整序から逃れて出現する空間」の断片の散在は、安部の描く〈都市〉〈都市的なもの〉のようだと考察して、以下のように解説している。
工藤智哉は、『箱男』の物語内部の書き手である「箱男」と、『箱男』という物語の書き手である「作家・安部公房」の相似性の関係から考察し、安部がスタインベルグの漫画（自分で自分の肖像を描いている画家が、その自分の姿を同じペンで絵に描くというパラドックス）に言及していることを鑑みて、『箱男』全体を貫くテーマが、物語の因果律を否定する「パラドックス」により、「作品内部で確定不能な状況が作り出されるというカラクリ」ではないかとし、物語世界にある「ノート」（挿入的な記述を除いて、一人の記述者と想定される）を「架空のノート形式」と呼びつつ、様々な側面からその「ノート」の語り手が実在の人物（物語世界において）なのかを分析している。
工藤は、〈軍医〉が〈贋医者〉の「供述書」を見て書き写すという物理的な不可能性や矛盾点から、〈軍医〉の記述する章は〈軍医〉の妄想と仮定できるとし、一冊の「ノート」の記述者という「連続性」を考慮するなら、挿入や注解を除いて基本的に一人であると想定されるため、一見、〈軍医〉＝〈ぼく〉（箱男）と見なされるが、時間的な矛盾から〈ぼく〉と〈軍医〉は同一人物ではありえず、どちらかが架空でなければならず、〈軍医〉が架空人物と仮定できるが、そうなると必然的に〈贋医者〉も存在しなくなりパラドックスに陥ると説明し、〈軍医〉の死体（死臭）があり、〈軍医〉の存在が仄めかされている点などを挙げつつ、どちらにしても整合性のとれない構造となっている物語世界を指摘し、『箱男』が「実に反物語的な物語」であり、「〈架空のノート形式〉の持つ危険性を逆手に取って、物語性を否定した位置」に立ち、さらには、「作家の存在証明」も脅かされる「小説観の寓意」にもなっているとして以下のように評している。
手塚治虫は『ばるぼら』の作中において『箱男』に言及している。

## おもな刊行本
- 『箱男』（新潮社、1973年3月30日）
  - 本文写真：安部公房。函（表）文：安部公房。函（裏）文：石川淳、ドナルド・キーン。投込み付録：「書斎にたずねて」（安部公房談話記事）。191頁
- 文庫版『箱男』（新潮文庫、1982年10月25日。改版2005年） ISBN 4-10-112116-8
  - カバー装幀：安部真知。本文写真：安部公房。付録・解説：平岡篤頼。

2005年改版より、カバー装画：近藤一弥（フォト：安部公房）。
- 英文版『The Box Man』（訳：E. Dale Saunders）（Tuttle classics、1975年1月）

## 教養番組
- 文學ト云フ事『箱男』（フジテレビ） 
  - 1994年（平成6年）6月28日 火曜日 24:55 - 25:25
  - 演出：片岡K 音楽：佐々木貴 企画：斎藤秋水、鈴木吉弘（企画協力：和田晃）プロデュース：小島美佳（デスク：松田敦子）
  - 出演：緒川たまき、長谷川大作、遠山俊也 文學ノ予告人：原ひさ子
  - エンディング・テーマ：原田知世「T'en va pas」

## 映画
2024年8月23日公開。PG12指定。本作の映画化は1997年に日本とドイツの合作映画となるはずだったが、クランクイン直前に日本側の製作資金の問題によって撮影が頓挫し、27年の時を経て実現に至った。監督は石井岳龍、主演は永瀬正敏が1997年当初の企画と同じく担当した。

## その他の派生作品
- ゲーム『メタルギアシリーズ』に登場するアイテム「ダンボール箱」は、ゲーム製作者小島秀夫によると本作のオマージュである。
- 『進ぬ!電波少年』の企画の「電波少年的箱男」